# Загорица при Ровах
Загорица при Ровах (словен. Zagorica pri Rovah) је насељено место у општини Домжале, Средњесловенска регија, Словенија.

## Историја
До територијалне реорганизације у Словенији била је у саставу старе општине Домжале.

## Становништво
У попису становништва из 2011. године,  Загорица код Ровах је имала 47 становника.
| Број становника према пописима | Број становника према пописима | Број становника према пописима |
| ------------------------------ | ------------------------------ | ------------------------------ |
| 1991                           | 2002                           | 2011                           |
| 34                             | 39                             | 47                             |

Напомена: До 1955. исказивано под именом Загорица.